# Jasenica (Slowakei)
Jasenica ist eine Gemeinde in der Nordwestslowakei mit 583 Einwohnern (Stand 31. Dezember 2024) und gehört zum Okres Považská Bystrica, einem Kreis des Trenčiansky kraj.

## Geographie

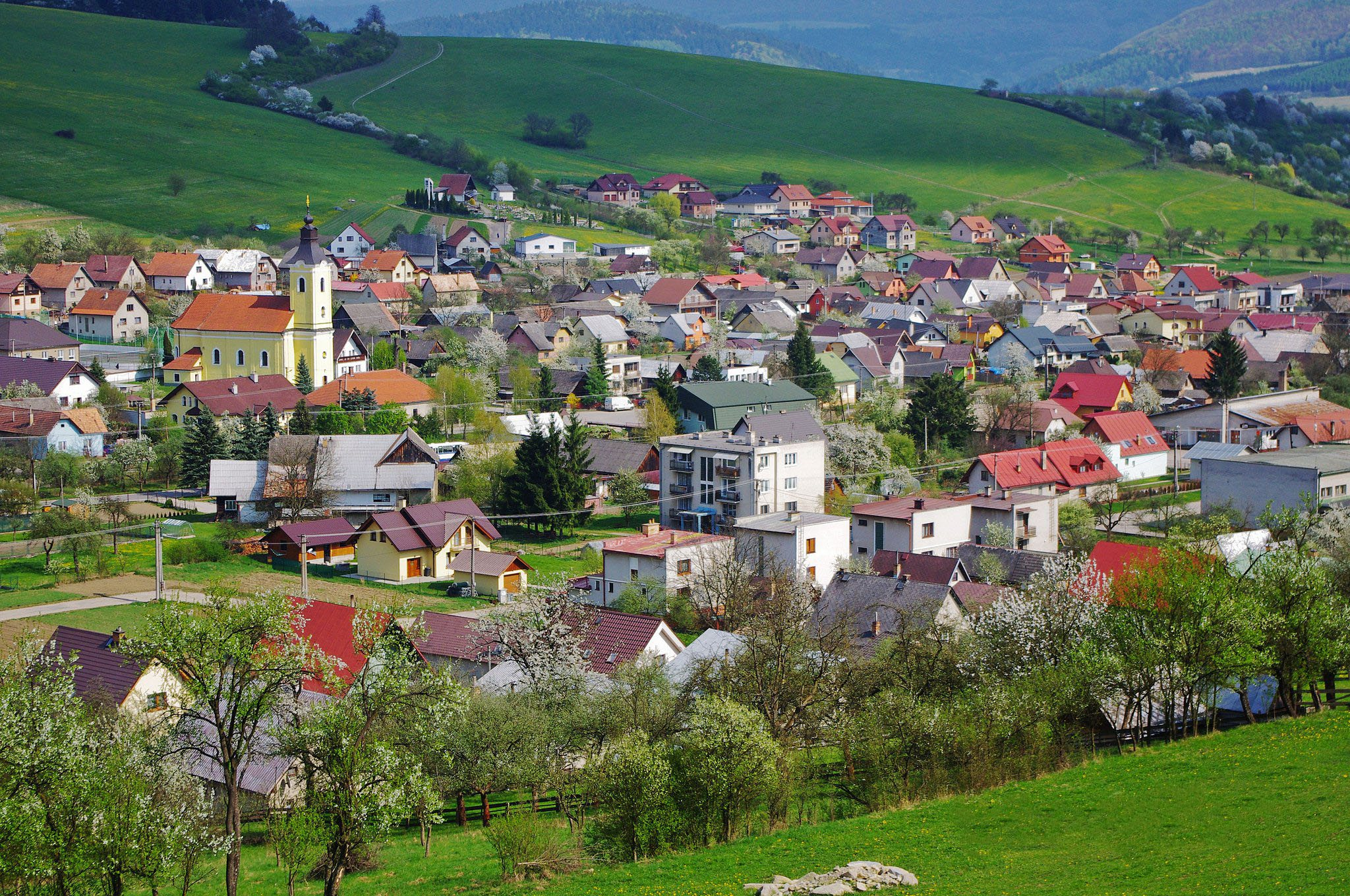
Gesamtansicht von Jasenica vom Nordwesten

Die Gemeinde befindet sich am Fuße des Javorník-Gebirges im unteren Teil des Tals Papradnianska dolina und dessen Bachs Papradnianka, wenige Kilometer vor der Mündung in die Waag. Das Ortszentrum liegt auf einer Höhe von 311 m n.m. und ist elf Kilometer von Považská Bystrica entfernt.
Nachbargemeinden sind Stupné im Norden, Hvozdnica im Nordosten, Považská Bystrica (Stadtteile Podvažie und Šebešťanová) im Südosten und Udiča im Westen.

## Geschichte
Die heutige Gemeinde entstand 1924 durch Zusammenschluss der bis dahin selbständigen Dörfer Malá Jasenica (ungarisch Kisjeszence) und Veľká Jasenica (ungarisch Nagyjeszence).
Zum ersten Mal wurde Jasenica 1269 in einer Urkunde des Neutraer Bistums als Jezencha schriftlich erwähnt und gehörte lange Zeit zum Herrschaftsgut von Bytča. Malá Jasenica wurde hingegen erst im 16. Jahrhundert erwähnt und zwar im Jahre 1598 als Kys Jeszenicze und gehörte zum Geschlecht Sunek.
1784 gab es in den zwei Dörfern zusammen 66 Häuser und 412 Einwohner, 1828 56 Häuser und 512 Einwohner. Haupteinnahmequelle war die Landwirtschaft, im 19. Jahrhundert gab es eine Brennerei in Malá Jasenica.
Bis 1918 gehörten beide Orte zum Komitat Trentschin im Königreich Ungarn und kamen danach zur Tschechoslowakei, beziehungsweise heute Slowakei.

## Bevölkerung
| Jahr                | 1994 | 2004    | 2014    | 2024     |
| ------------------- | ---- | ------- | ------- | -------- |
| Anzahl der Personen | 950  | 976     | 1063    | 1245     |
| Unterschied         |      | +2,73 % | +8,91 % | +17,12 % |

| Jahr                | 2023 | 2024    |
| ------------------- | ---- | ------- |
| Anzahl der Personen | 1238 | 1245    |
| Unterschied         |      | +0,56 % |

Nach der Volkszählung 2011 wohnten in Jasenica 1.051 Einwohner, davon 1.025 Slowaken, fünf Tschechen und ein Russine. 20 Einwohner machten keine Angabe. 952 Einwohner bekannten sich zur römisch-katholischen Kirche, elf Einwohner zur evangelischen Kirche A. B., drei Einwohner zur griechisch-katholischen Kirche und ein Einwohner zur evangelisch-methodistischen Kirche; fünf Einwohner waren anderer Konfession. 37 Einwohner waren konfessionslos und bei 42 Einwohnern ist die Konfession nicht ermittelt.

## Sehenswürdigkeiten
- einschiffige römisch-katholische Erzengel-Michael-Kirche im spätbarocken Stil aus dem Jahr 1781, im Inneren befinden sich drei barocke Altäre
- Landschloss aus dem Jahr 1618, ursprünglich im Renaissancestil vom Geschlecht Szunyogh erbaut, gegen Ende des 18. Jahrhunderts barockisiert